# Heteropoda nirounensis
Heteropoda nirounensis là một loài nhện trong họ Sparassidae.
Loài này thuộc chi Heteropoda. Heteropoda nirounensis được Eugène Simon miêu tả năm 1903.